# Próg (chordofony)

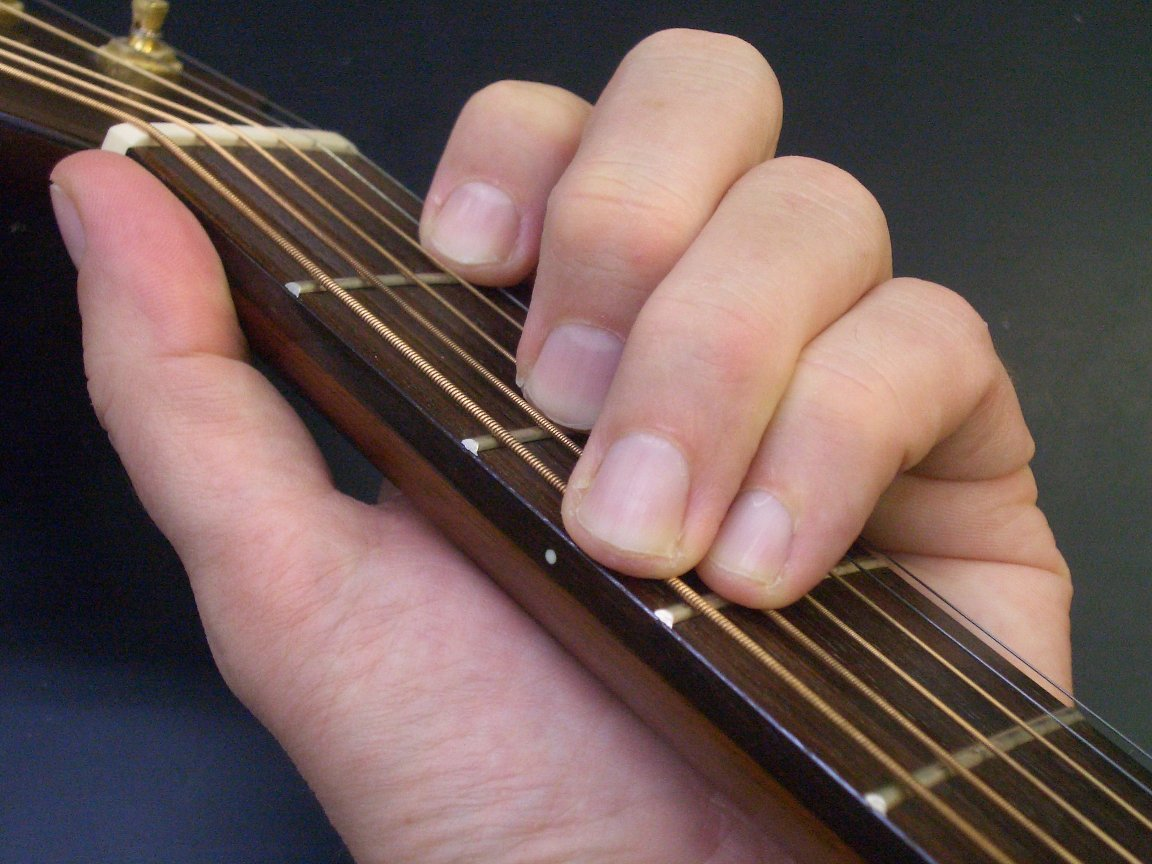
Progi umieszczone na podstrunnicy gitarowej.

Próg lub bont – wypukłość na podstrunnicy niektórych chordofonów szyjkowych, których zestaw dzieli go na segmenty o określonej długości powiązanej z odpowiednią gamą dźwięków. Progi ułatwiają uzyskanie względnie czystego brzmienia poprzez ustalenie długości skracania struny do pozycji wyznaczonej przez dany próg podczas przyciskania gryfu. Dlatego ich niedokładnie rozmieszczenie lub wykonanie powoduje niemożliwe do usunięcia przez strojenie instrumentu nieczystości brzmienia oraz skrócenia czasu wybrzmiewania dźwięku.
W większości współczesnych instrumentów progi wykonane są z metalowych płaskowników osadzonych na stałe i długości równej szerokości gryfu (zob. zdjęcie). W niektórych dawnych instrumentach za progi służyły zwykłe struny lub jelita zwierzęce oplecione wokół gryfu. W gitarach zazwyczaj wykonuje je się ze stopu miedzi, cynku i niklu, tzw. German Silver, rzadziej spotyka się modele z mosiądzu. Spotykane są progi o różnych twardościach. Najczęściej stosowane są odmiany twardsze, ze względu na ich trwałość. Obecnie spotykane są progi różnej wielkości (dawniej gitary wyposażano w jednolity ich rodzaj).